# Otto Bollinger
Otto von Bollinger (Altenkirchen, 2 aprile 1843 – Monaco di Baviera, 13 agosto 1909) è stato un patologo tedesco.

## Biografia
Dopo aver studiato a Monaco di Baviera e Vienna, conseguì il dottorato a Berlino nel 1868. Abilitato all'insegnamento nel 1870, fu professore alla scuola di veterinaria di Zurigo per poi passare a quella di Monaco di Baviera nel 1874.
Nel 1875 fondò insieme a Ludwig Franck il Deutsche Zeitschrift für innere Medizin und vergleichende Pathologie, una della più note riviste scientifiche di patologia veterinaria e comparata.
Nel 1880 gli fu assegnata la cattedra di patologia generale e anatomia patologica dell'Università della città bavarese, succedendo Ludwig von Buhl di cui era stato in precedenza assistente.

## Attività scientifica
Durante la sua carriera ha individuato numerosi agenti eziologici di malattie veterinarie. Nel 1877 descrisse compiutamente l'Actinomyces bovis, responsabile dell'actinomicosi bovina, già individuato anni prima da Sebastiano Rivolta.
È conosciuto anche per i suoi studi clinici sulla rabbia, nel periodo antecedente alla scoperta del vaccino, e sul diftero-vaiolo aviario, di cui descrisse le caratteristiche intrusioni citoplasmatiche, oggi chiamate in suo onore corpi di Bollinger. Diede il suo nome anche ai granuli di Bollinger, osservabili nelle lesioni da botriomicosi.
Nel 1891 estese le sue esperienze cliniche anche alla medicina umana, operando una prima classificazione dei sintomi della apoplessia traumatica ritardata, un tipo particolare di emorragia cerebrale osservata in quattro pazienti.